# Heptabrachia abyssicola
Heptabrachia abyssicola är en ringmaskart som beskrevs av Ivanov 1952. Heptabrachia abyssicola ingår i släktet Heptabrachia och familjen skäggmaskar. Inga underarter finns listade i Catalogue of Life.